# تامطروشت (بويبلان)
تامطروشت هي إحدى مشيخات المملكة المغربية، تتبع جغرافيا لإقليم تازة وإداريًا لبويبلان. يقدر عدد سكانها بـ 1237 نسمة حسب الإحصاء الرسمي للسكان والسكنى لسنة 2004.